# Bệnh viện Bưu điện
Bệnh viện Bưu điện (tên giao dịch tiếng Anh: Buu dien Hospital) là Bệnh viện đa khoa hạng I trực thuộc Tập đoàn Bưu chính Viễn thông Việt Nam (VNPT).

## Lịch sử
Bệnh viện Bưu điện có tiền thân là Bệnh xá ngành Bưu điện được thành lập theo Quyết định số 54/QĐ ngày 16/6/1956 của Bộ trưởng Bộ Giao thông Bưu điện. Sau 10 năm xây dựng và phát triển, vào cuối năm 1966 bệnh xá chính thức đổi tên thành Bệnh viện Bưu điện và giữ đến hiện nay. Qua nhiều năm xây dựng và phát triển, Bệnh viện Bưu điện luôn là địa chỉ y tế tin cậy, đáp ứng yêu cầu khám chữa bệnh ngày càng cao của nhân dân.

## Chức năng, nhiệm vụ
Bệnh viện Bưu điện là cơ sở y tế công lập hoạt động theo mô hình bệnh viện đa khoa với chức năng chính là khám bệnh, chữa bệnh, chăm sóc sức khỏe cho nhân dân trên cả nước. Hơn 11.000 kỹ thuật và dịch vụ khám chữa bệnh (trong đó có hàng trăm kỹ thuật cao, kỹ thuật đặc biệt) đang được triển khai thực hiện hiệu quả tại Bệnh viện. Trong đó, nhiều lĩnh vực chuyên môn, kỹ thuật mũi nhọn của Bệnh viện Bưu điện không ngừng hội nhập quốc tế và ở vị trí hàng đầu quốc gia. Bệnh viện tiếp nhận, điều trị các trường hợp bệnh lý thuộc nhiều chuyên khoa khác nhau, đồng thời là nơi thực hiện công tác đào tạo, nghiên cứu khoa học và hợp tác quốc tế trong lĩnh vực y tế.
- Khám, chữa bệnh đa khoa: Cung cấp dịch vụ khám và điều trị nội trú, ngoại trú cho người bệnh thuộc nhiều chuyên khoa như: Hỗ trợ sinh sản, Sản khoa, Ngoại khoa, Nội khoa, Tai Mũi Họng, Răng Hàm Mặt, Mắt, Y học cổ truyền – Phục hồi chức năng, Thận – Lọc máu ...
- Chăm sóc sức khỏe ban đầu: Thực hiện các hoạt động dự phòng, tư vấn sức khỏe, tiêm chủng, khám sức khỏe định kỳ cho cá nhân, tổ chức, doanh nghiệp.
- Ứng dụng kỹ thuật cao: Triển khai các kỹ thuật y tế tiên tiến trong chẩn đoán và điều trị, đặc biệt là trong các lĩnh vực như hỗ trợ sinh sản (IVF), phẫu thuật nội soi, chẩn đoán hình ảnh, xét nghiệm...
- Đào tạo – Nghiên cứu khoa học: Là cơ sở thực hành cho các trường Đại học y, tham gia đào tạo liên tục cho cán bộ y tế và triển khai nghiên cứu khoa học nhằm nâng cao chất lượng khám chữa bệnh.
- Hợp tác quốc tế: Thực hiện liên kết, hợp tác với các tổ chức y tế trong và ngoài nước để nâng cao năng lực chuyên môn và chất lượng dịch vụ y tế.
- Phục vụ cộng đồng: Tham gia các chương trình y tế cộng đồng, tổ chức khám chữa bệnh miễn phí, truyền thông giáo dục sức khỏe cho người dân.

## Lãnh đạo
- Giám đốc: TTƯT.ThS.BSCKII Trần Hùng Mạnh[2]
- Phó Giám đốc: ThS.BSCKII Lê Mạnh Đức
- Phó Giám đốc: Thạc sĩ Kinh tế Phạm Thị Thanh Tú
- Phó Giám đốc: ThS.BSCKII Phạm Trường Giang

## Cơ cấu tổ chức
Bệnh viện Bưu điện có quy mô hơn 500 giường bệnh với 04 trung tâm chuyên sâu, 24 khoa lâm sàng và cận lâm sàng cùng 09 phòng chức năng, đáp ứng đầy đủ nhu cầu khám chữa bệnh chất lượng cao của nhân dân.

### Trung tâm chuyên sâu
- TRUNG TÂM HỖ TRỢ SINH SẢN
- TRUNG TÂM Y TẾ LAO ĐỘNG BƯU ĐIỆN
- TRUNG TÂM TẾ BÀO GỐC VÀ DI TRUYỀN
- TRUNG TÂM ĐIỀU DƯỠNG VÀ CHĂM SÓC SỨC KHỎE BƯU ĐIỆN

### Đơn vị lâm sàng
- KHOA KHÁM BỆNH 1 & KHOA KHÁM BỆNH 2
- KHOA NỘI 1 & KHOA NỘI 2
- KHOA SẢN
- KHOA NGOẠI TIẾT NIỆU
- KHOA NGOẠI TỔNG HỢP
- KHOA NGOẠI 2
- KHOA HỒI SỨC CẤP CỨU
- KHOA GÂY MÊ HỒI SỨC
- KHOA GÂY MÊ - HỒI SỨC CẤP CỨU
- KHOA PHẪU THUẬT TẠO HÌNH VÀ THẨM MỸ
- KHOA MẮT
- KHOA RĂNG HÀM MẶT
- KHOA TAI MŨI HỌNG
- KHOA THẬN - LỌC MÁU
- KHOA Y HỌC CỔ TRUYỀN - PHỤC HỒI CHỨC NĂNG

### Đơn vị cận lâm sàng
- KHOA XÉT NGHIỆM 1 & KHOA XÉT NGHIỆM 2
- KHOA CHẤN ĐOÁN HÌNH ẢNH
- KHOA NỘI SOI - THĂM DÒ CHỨC NĂNG
- KHOA KIỂM SOÁT NHIỄM KHUẨN
- KHOA DINH DƯỠNG
- KHOA DƯỢC

### Khối phòng chức năng
- PHÒNG ĐIỀU DƯỠNG
- PHÒNG KẾ HOẠCH - TỔNG HỢP
- PHÒNG NHÂN SỰ - TỔNG HỢP
- PHÒNG TÀI CHÍNH - KẾ TOÁN
- PHÒNG KINH DOANH - ĐẦU TƯ
- PHÒNG VẬT TƯ - THIẾT BỊ Y TẾ
- PHÒNG QUẢN LÝ CHẤT LƯỢNG & CÔNG TÁC XÃ HỘI
- PHÒNG HÀNH CHÍNH QUẢN TRỊ
- PHÒNG CÔNG NGHỆ THÔNG TIN

## Giải thưởng

### Huân chương
- Huân chương Lao động hạng Nhất năm 2012[3]
- Huân chương Lao động hạng Hai năm 2013[4]